# トマシュ・ザモイスキ
トマシュ・ザモイスキ（ポーランド語：Tomasz Zamoyski, 1594年4月1日 - 1638年1月7日）は、ポーランド・リトアニア共和国の大貴族。大法官、ヘトマンを兼ねて国政を壟断したヤン・ザモイスキの一人息子で、ザモシチの第2代オルディナト。

## 生涯
1618年よりポドレ県知事、1619年よりキエフ県知事、1628年よりクラクフの代官、1635年より王冠領副大法官を務めた。またクニシン、ソカル、ノヴィ・タルク、ラプシュティン、カウシュ、ゴニョンツ、ジェチツェの代官職を帯びた。トマシュは共和国の南東部であるブラツワフ県に広大な所領を有し、幼い頃から東方の文物に親しんでいた。クリミア・ハン国の君主イスリャム・ギレイが一時捕えられてザモシチに幽閉されていた時にその友人となり、またトルコ語、タタール語、アラビア語、ペルシア語にも堪能であった。さらに、彼は父の創設したザモシチ大学を東洋研究の中心地に変貌させている。
トマシュはコンスタンティ・ヴァシーリ・オストログスキの孫娘カタジナ・オストログスカと結婚し、一男二女をもうけた。息子のヤン・ソビエパン・ザモイスキはキエフ県知事などを務めた。上の娘のグリゼルダ・コンスタンツィアはイェレミ・ヴィシニョヴィエツキ公と結婚し、1669年に国王に選ばれたミハウ・コリブト・ヴィシニョヴィエツキの母となった。